# Шахбазов, Илькин Интигам оглы
Илькин Интигам оглы Шахбазов (азерб. İlkin İntiqam oğlu Şahbazov; род. 8 ноября 1986, Баку) — азербайджанский тхэквондист, чемпион Европы 2003 года среди молодёжи, чемпион Европы 2006 года, основатель клуба тхэквондо «Умид».

## Биография
Илькин Шахбазов родился 8 ноября 1986 года в Баку. С 1993 по 2004 год учился в средней школе № 190 в Баку. С 1998 года начал заниматься тэквондо.
В 2000 году выиграл золотую медаль на чемпионате среди молодёжи в Минске, Белоруссия. В 2001 году впервые стал чемпионом республики (Азербайджан). Он завоевывал титул чемпиона республики 14 раз. В 2003 году выиграл золотую медаль на чемпионате Европы среди молодёжи в Афинах, Греция. В 2004 году поступил в Азербайджанскую Государственную Академию Физической Культуры и Спорта.
Стал чемпионом Европы по тхэквондо в 2006 году в городе Бонн, Германия. В том же году был удостоен звания «Спортсмен года» в Азербайджане и получил квартиру в подарок от президента Ильхама Алиева. В 2008 году выиграл серебряную медаль на чемпионате Европы в Риме, Италия. В том же году успешно окончил академию и начал военную службу.
В 2009 году занял 2-е место на командном чемпионате кубка мира в Баку, Азербайджан. В 2014 году он стал бронзовым призером чемпионата Европы в Баку, Азербайджан. В 2015 году начал тренерскую карьеру, а в 2016 году завершил бойцовскую карьеру и основал клуб тхэквондо «Умид». В 2018 году был назначен главным тренером юношеской сборной команды Федерации тхэквондо Азербайджана.
В результате успешной тренерской карьеры в 2019 году его ученики добились высоких результатов на чемпионате Европы, завоевав золотые и бронзовые медали. Он является обладателем V дан черного пояса.
Женат, имеет двоих детей.